# Les Authieux-sur-Calonne
Les Authieux-sur-Calonne là một xã ở tỉnh Calvados, thuộc vùng Normandie ở tây bắc nước Pháp.